# L'assassin est dans l'annuaire
Pour plus de détails, voir Fiche technique et Distribution.
L'assassin est dans l'annuaire est un film français réalisé par Léo Joannon, tourné en 1961 et sorti en 1962.

## Synopsis
Albert Rimoldi, modeste et timide employé de banque au Crédit Central de Rouen, mène une vie discrète, rythmée par la routine et les moqueries de ses collègues. Un jour, ces derniers lui jouent un mauvais tour en lui adressant une fausse lettre d’amour signée « Jenny », une mystérieuse admiratrice. Rimoldi, naïvement séduit par cette attention, se rend au rendez-vous… pour découvrir qu’il a été la cible d’une farce cruelle.
Le lendemain, son directeur, pour le récompenser de sa loyauté, lui confie une mission inattendue : accompagner un fourgon de fonds transportant deux cents millions de francs. Mais l’opération tourne mal. Le convoi est braqué, et Rimoldi devient le suspect principal. Arrêté puis relâché faute de preuves, il se retrouve isolé et publiquement discrédité.
Les ennuis ne s’arrêtent pas là : une série de meurtres frappe les personnes liées à l’affaire, y compris celle de la fameuse « Jenny », qui semblait finalement exister. Pris dans un engrenage où la police, la presse et même ses proches le considèrent coupable, Rimoldi décide de prendre son destin en main.
Malgré sa maladresse, il mène sa propre enquête. Aidé par son obstination, sa candeur et un sens logique inattendu, il parvient à remonter la piste du véritable criminel. Son courage finit par payer : il démasque l’assassin, récupère l’argent volé et touche la prime d’assurance promise.
Blanchi, célébré dans les journaux, Rimoldi n’est plus le fonctionnaire invisible du début. Il regagne l’estime de son entourage et trouve enfin une place digne dans la société.

## Fiche technique
- Titre : L'assassin est dans l'annuaire
- Autre titre : Cet imbécile de Rimoldi
- Réalisation : Léo Joannon
- Scénario : Jacques Robert, Léo Joannon, Jean Halain, d'après Charles Exbrayat
- Dialogues : Jean Halain
- Assistants réalisateurs : Roger Dallier, Michel Wichard, Robert Maurice
- Opérateur : Noël Martin, assisté de Guy Marta
- Montage : Raymond Lamy, assisté de Jeannine Verneau
- Décors : Paul-Louis Boutié, assisté d'Henri Sonois et Olivier Girard
- Son : Jean Bertrand
- Script-girl : Cécilia Malbois
- Ensemblier : Robert Turlure
- Maquillage : Boris Karabanoff
- Régie générale : Mireille de Tissot
- Édith Scob est coiffée par Alexandre de Paris
- Photographie : Pierre Petit
- Musique : Marc Lanjean
- Production : Marianne Productions, Gaumont
- Directeur de production : Roger de Broin
- Producteur délégués : Alain Poiré, Robert Sussfeld
- Distribution : Gaumont
- Transparence, effets spéciaux : Franstudio
- Pellicule : 35 mm, noir et blanc
- Tirage : Laboratoire G.T.C Joinville
- Genre : Comédie dramatique, film policier
- Durée : 95 minutes
- Date de sortie :
  - France : 2 mars 1962
- Affiche : Clément Hurel

## Distribution
- Fernandel : Albert Rimoldi
- Marie Déa : Édith Levasseur
- Édith Scob : Jenny
- Georges Chamarat : Henri Leclerc
- Maurice Teynac : M. Levasseur
- Robert Dalban : Le commissaire
- Henri Crémieux : Le juge d’instruction
- Noël Roquevert : Le militaire retraité
- Léo Joannon : Dr Jousseaume

### Distribution complémentaire
- Bernard Lavalette : M. Martel, un collègue d'Albert
- Jacques Harden : Bertrand, le convoyeur
- Colette Régis : la logeuse
- Paul Faivre : le patron du café
- Dominique Zardi : un joueur de billard
- Céline Léger : la monitrice
- Alice Leitner : la vendeuse de billets de loterie
- Gisèle Grimm : Annette
- Charles Lemontier : un employé du jardin public
- Claire Olivier : Mme Levasseur
- Henri Attal : un consommateur au café
- Georges Bever : le secrétaire du juge d'instruction
- Charles Bouillaud : M. Mercier, un locataire
- Christian Brocard : un employé du jardin public
- Bibi Morat : Robert, le fils de la logeuse
- Marc Arian : un homme comptant les sacs du fourgon
- Viviane Méry : la dame du parc
- Robert Rondo : Renaud, un inspecteur de police
- Sabine André : Cécile

Rôles crédités sans rôle précisé :
- Franck Fernandel
- Elyane Darcy

## Tournage
Les scènes extérieures ont été tournées à Rouen du 15 octobre au 10 décembre 1961, notamment autour de la Place des Carmes. Les studios Franstudio à Paris ont accueilli les scènes intérieures.

## Origine et adaptation
Le film est adapté du roman policier humoristique Cet imbécile de Rimoldi de Charles Exbrayat, publié en 1960 dans la collection Le Masque, réédité en 1976 sous le titre Cet imbécile de Ludovic.